# Coll del Comall
El Coll del Comall és una collada situada a 1.892,4 metres d'altitud al límit dels termes comunals de Caudiers de Conflent i de la Llaguna, de la comarca del Conflent, tots dos a la Catalunya del Nord.
És a l'extrem sud del terme de Caudiers de Conflent i a la zona oest del d'Aiguatèbia i Talau. És a tocar de l'extrem nord-est del Bosc Comunal de la Llaguna.
Aquest coll sol ser lloc de pas de moltes excursions a peu, d'esquí de fons, amb raquetes o amb bicicleta de muntanya.